# KOTOKO 10th Anniversary The Grand Final Live "ARCH"
KOTOKO 10th Anniversary The Grand Final Live "ARCH"（コトコ・テンス・アニバーサリー・ザ・グランド・ファイナル・ライブ・アーチ）は、日本の歌手・KOTOKOの4作目のライブ映像作品である。2015年9月30日にWarner Home Videoから発売された。

## 概要
2014年から2015年に年跨ぎで開催されたメジャーデビュー10周年記念ライブツアー『KOTOKO 10th Anniversary Live Tour "47 ARCH" ～駆け回り食べまくり! NEO～"』より、渋谷公会堂にてツアーファイナル公演の模様を収録。
自身のライブ映像作品としては、前作『"thank you" and "from now" KOTOKO LIVE IN BUDOKAN 2010』から約5年ぶりのリリース。なお、ライブ映像作品として初めてBlu-ray disc規格が採用されている。
通常盤と初回限定盤の2種類が発売され、初回限定盤には特典として当日のライブ音源CDが封入されている。
一部を除いて、メジャーデビュー以後のリリース順のセットリストになっている。

## 演奏参加ミュージシャン
- ボーカル
  - KOTOKO
- ギター
  - 尾崎武士
  - 星野威
  - 大島信彦
- ベース
  - 横田哲
  - 田口智則
- ドラム
  - 八木一美
  - 水野康宏
- キーボード、マニピュレーター
  - 古島知久[4]

## 収録内容

### BD
※(*)はショートバージョン。
1. 羽
2. Lament (*)
3. Gratitude～大きな栗の木の下で～ (*)
4. ひとりごと (*)
5. DuDiDuWa*lalala (*)
6. Re-sublimity
7. Suppuration -core- (*)
8. agony (*)
9. 地に還る ～on the Earth～ (*)
10. 硝子の靡風 (*)
11. Wing my Way
12. UZU-MAKI
13. 月夜の舞踏会 (*)
14. ささくれ (*)
15. Face of Fact -RESOLUTION ver.- (*)
16. Chercher ～シャルシェ～ (*)
17. きれいな旋律 (*)
18. being
19. BLAZE (*)
20. Sociometry (*)
21. ハヤテのごとく!メドレー
  - ハヤテのごとく!
  - 七転八起☆至上主義!
  - daily-daily Dream
22. Special Life! (*)
23. U make 愛 dream (*)
24. Collective (*)
25. snIpe (*)
26. リアル鬼ごっこ
27. SCREW (*)
28. ε ～Epsilon～
29. 限界打破 (*)
30. 雨とギター
31. 車窓の調べ (*)
32. bumpy-jumpy! (*)
33. きゅんきゅんスペシャルmix
  - Short Circuit
  - Change my Style ～あなた好みの私に～（イントロの一部のみ）
  - さくらんぼキッス ～爆発だも～ん～
  - Princess Bride!
  - めぃぷるシロップ
  - ↑青春ロケット↑
34. PIGEON-the green-ey'd monster (Instrumental)
35. 蒼-iconoclast (*)
36. 碧羅の天へ誘えど (*)
37. jihad
38. Imaginary affair
39. ☆-未来-列車-☆ (*)
40. メーテルリンク (*)
41. 青いジープで
42. My-Les (*)
43. 空中パズル (*)
44. SHOOT! -KOTOKO ver.- (*)
45. Rock☆DE フルーツバスケット♪
46. Flower!! (*)
47. Loop-the-Loop (*)
48. Light My Fire
49. →unfinished→ (*)
50. リスタート (*)
51. TOUGH INTENTION (*)
52. ZoNE-iT (*)
53. ARCH
アンコール
54. Shooting Star (*)
55. 開け!ソラノオト (*)
56. 421 -a will-
57. 覚えてていいよ

### ライブCD
（初回限定盤）
1. 羽
2. Re-sublimity
3. agony
4. 硝子の靡風
5. きれいな旋律
6. snIpe
7. ε～Epsilon～
8. 空中パズル
9. SHOOT! -KOTOKO ver.-
10. Rock☆DEフルーツバスケット♪
11. Light My Fire
12. →unfinished→
13. TOUGH INTENTION
14. ZoNE-iT
15. ARCH
16. 覚えてていいよ